# Berat (district)
Berat (Albanees: Rrethi i Beratit) was een van de 36 districten van Albanië, dat nu onderdeel uitmaakt van de prefectuur Berat. Het heeft ongeveer 117.066 inwoners (in 2011) en een oppervlakte van 915 km². De hoofdstad van het district is de stad Berat.

## Gemeenten
Berat telde twaalf gemeenten, waarvan twee steden.
- Berat (stad)
- Cukalat
- Kutalli
- Lumas
- Otllak
- Poshnjë
- Roshnik
- Sinjë
- Tërpan
- Urë Vajgurore (stad)
- Velabisht
- Vërtop

## Bevolking
In de periode 1995-2001 had het district een vruchtbaarheidscijfer van 2,37 kinderen per vrouw, hetgeen lager was dan het nationale gemiddelde van 2,47 kinderen per vrouw.
Berat · Bulqizë · Delvinë · Devoll · Dibër · Durrës · Ëlbasan · Fier · Gjirokastër · Gramsh · Has · Kavajë · Kolonjë · Korçë · Krujë · Kuçovë · Kukës · Kurbin · Lezhë · Librazhd · Lushnjë · Malësi e Madhe · Mallakastër · Mat · Mirditë · Peqin · Përmet · Pogradec · Pukë · Sarandë · Skrapar · Shkodër · Tepelenë · Tirana · Tropojë · Vlorë